# Honorio Luque
Honorio Fidel Luque Vargas (Buenos Aires, 24 de abril de 1858-Buenos Aires, 22 de agosto de 1923) fue un escribano, comerciante, empresario, político y fundador de ciudades argentino.
Es conocido por ser quien solicitó autorización al gobierno de la Provincia de Buenos Aires, en conjunto con Pedro Olegario Luro Pradère y Gregorio de Laferrère, a los efectos de fundar la ciudad de Gregorio de Laferrere enclavada en el Partido de La Matanza.

## Trayectoria
Honorio Luque se graduó de escribano, sin embargo, se dedicó principalmente a las actividades comerciales y empresariales.
En 1883 el Ministerio de Obras Públicas de la Provincia de Buenos Aires le dio la tarea de otorgarles los títulos de propiedad de los terrenos de la recientemente creada ciudad de La Plata a quienes los adquiriesen.
Ocupó un escaño en la Cámara de Diputados de la Provincia de Buenos Aires entre 1885 y 1887.
Incursionó en distintos rubros empresariales como la minería, la metalurgia y el comercio marítimo.
Interesado en el desarrollo inmobiliario, creó la Compañía Inmobiliaria Franco-Argentina junto a Pedro Olegario Luro Pradère y Gregorio de Laferrère, la cual terminaría fundando en 1911 a la localidad de Gregorio de Laferrere en La Matanza, un partido de la provincia de Buenos Aires ubicado sobre el límite oeste de la ciudad de Buenos Aires.
Estuvo involucrado en el proyecto de la constitución de la Ciudad de Invierno en Empedrado, Corrientes, siendo uno de los accionistas del malogrado Hotel Continental.
En Uruguay acompañó a Emilio Reus en la fundación del Banco Transatlántico del Uruguay y fue presidente de la Compañía de Tierras, Canales y Colonias, con la que intentó infructuosamente construir un polo turístico alrededor de un balneario que crearía en Punta Ballena.